# Tarare (opéra)
Pour les articles homonymes, voir Tarare.
Tarare est une tragédie lyrique comprenant un prologue et 5 actes d'Antonio Salieri sur un livret français de Beaumarchais. La première représentation est donnée à Paris, à l'Académie royale de musique de Paris le 8 juin 1787,,.
La première à Vienne est représentée au Burgtheater le 8 janvier 1788, dans sa version italienne, Axur, rè d'Ormus avec un livret de Lorenzo da Ponte et de profonds remaniements qui en font un opéra italien à part entière,.

## Argument
L'action se déroule dans des contrées reculées, un royaume fictif sur lequel règne un tyran oriental Atar jaloux de la popularité du soldat Tarare. À la fin, Atar est renversé et Tarare est couronné par le peuple (malgré lui).
Le prologue, partie la plus subversive de l’œuvre met en scène des allégories, la Nature, le Génie du Feu... et évoque des concepts tels que l’égalité et son dévoiement par la société, ceci deux ans avant la Révolution.

## Rôles

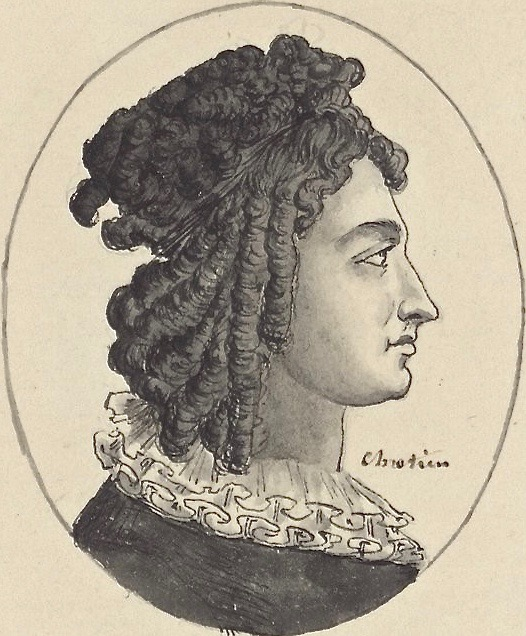
Mademoiselle Joinville.

| Distribution                                         | Voix                         | Première du 8 juin 1787(chef d'orchestre : Jean-Baptiste Rey) |
| ---------------------------------------------------- | ---------------------------- | ------------------------------------------------------------- |
| La Nature                                            | dessus (soprano)             | Suzanne Joinville                                             |
| Le Génie du Feu                                      | basse-taille (baryton-basse) | Louis-Armand Chardin                                          |
| Tarare (soldat)                                      | ténor                        | Étienne Laînez                                                |
| Astasie/Irza (femme de Tarare)                       | soprano                      | Marie-Thérèse Maillard                                        |
| Atar (roi d'Hormuz)                                  | basse                        | Augustin-Athanase Chéron                                      |
| Spinette (chanteuse)                                 | soprano                      | Adélaïde Gavaudan cadette                                     |
| Calpigi (esclave eunuque, gardien du sérail d'Atar)  | ténor                        | Jean-Joseph Rousseau (it)                                     |
| Elamir (jeune oracle)                                | petit soprano                | Joseph-François-Narcisse Carbonel                             |
| Une ombre femelle                                    | Soprano                      | Anne-Marie-Jeanne Gavaudan                                    |
| Arthenée (grand prêtre de Brahma et père d'Altamort) | basse                        | Martin-Joseph Adrien                                          |
| Altamort (général d'Atar)                            | basse                        | M. Châteaufort                                                |
| Urson (capitaine des gardes d'Atar)                  | basse                        | M. Moreau                                                     |
| Un paysan, un eunuque, une bergère                   |                              |                                                               |

## Histoire et réception

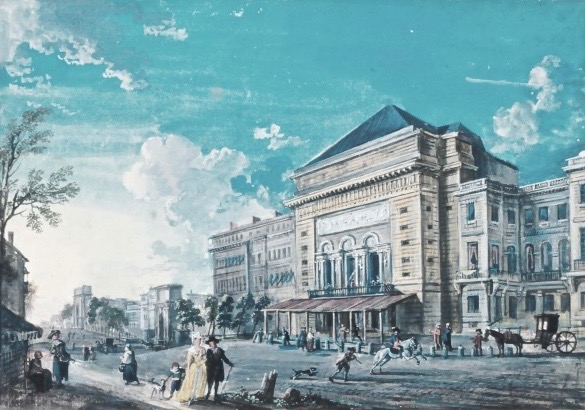
Théâtre de la Porte-Saint-Martin en 1790 (aquarelle de Jean-Baptiste Lallemand, BnF).

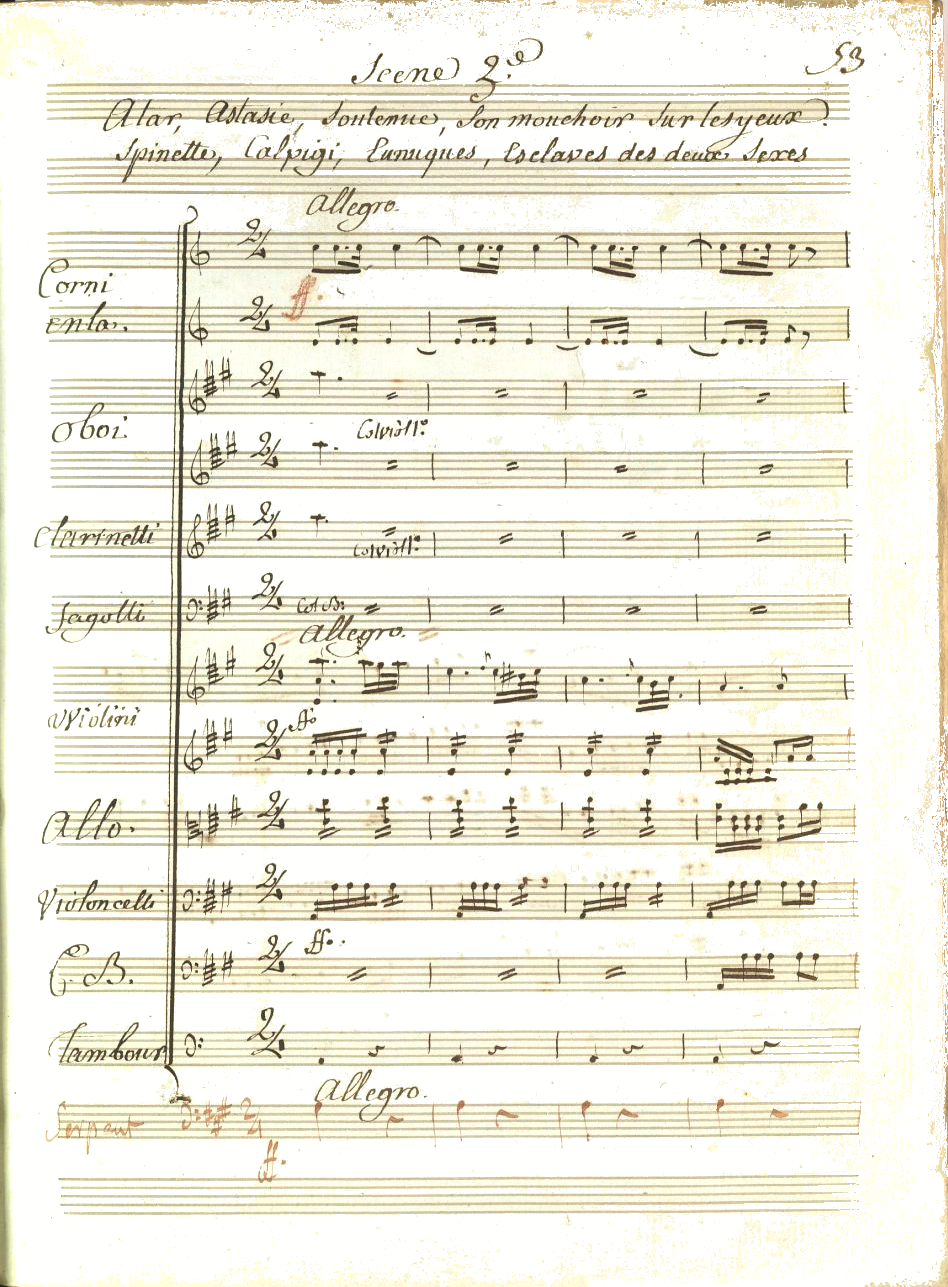
Scène 3, acte III de Tarare (manuscrit BnF).

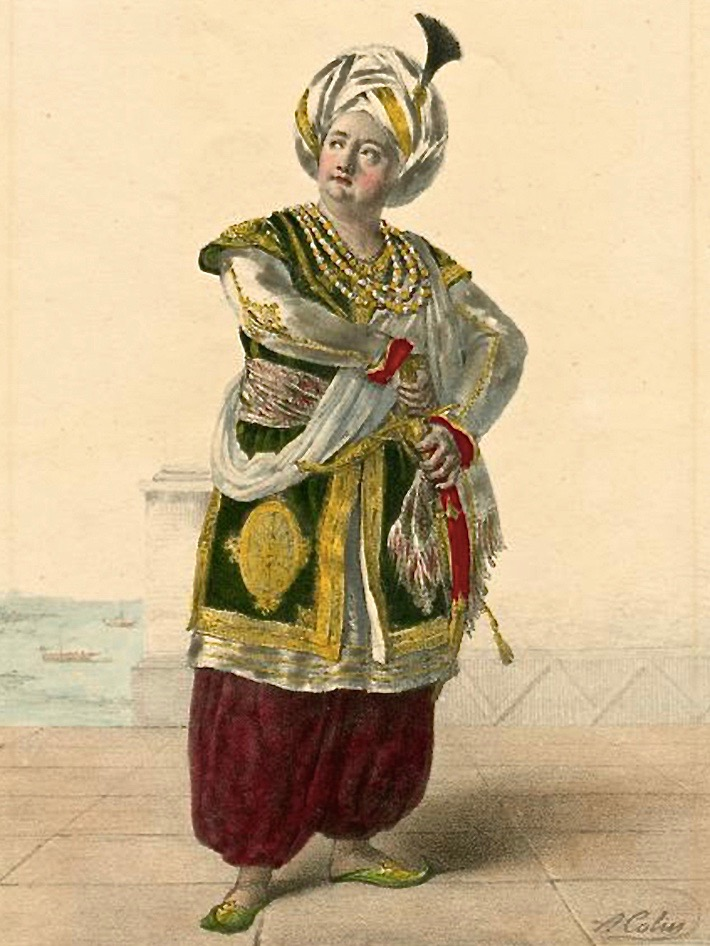
Adolphe Nourrit dans Tarare lors de la reprise de 1823 (par Alexandre Colin).

Deux ans avant le début de la Révolution, traiter le sujet de l'absolutisme était périlleux. Peu de compositeurs français auraient osé porter au théâtre un livret qui fut qualifié par la critique de « monstre dramatique et lyrique ».
Le livret exotique de Tarare, d'après Beaumarchais, réussit à Salieri et connut un vif succès, concrétisé par trente-trois représentations pour la seule année 1787 et organisé par la publicité de l'écrivain, notamment avec des répétitions publiques (payantes), ainsi qu'un luxe de décors et de costumes — au coût de plus de 30 000 livres et 20 000 livres respectivement.

« Jamais l'Opéra n'eut rien d'aussi attachant, d'aussi divertissant, en donnant à ce mot la signification d'amusement complet. La musique en est délicieuse, et on la trouve telle, sans connaissance de l'art. »

— Restif de La Bretonne, Les Nuits de Paris.
Si la version italienne en quatre actes, est jouée quarante fois à Vienne, la version française connut de nombres reprises et révisions, suivant en cela le goût du politiquement correct. Après des empêchements pour le 14 juillet, l'opéra est redonné remanié, le 3 août 1790, sous un nouveau titre, Le Couronnement de Tarare. Le public est nombreux. Un spectateur note qu'« Il existe une différence d'opinion entre le parterre et les loges. Chacun respectivement siffle ce que l'autre applaudit ».
En 1795, l'Opéra reprend Tarare avec de nouveaux remaniements et où « le peuple d'Ormuz proclamait la république » à la place de mettre Tarare sur le trône. En 1802, reprise sous le règne du Premier Consul et après la mort de Beaumarchais. La version de 1813 au Théâtre Italien, suit la version italienne, Axur, dont da Ponte a éliminé les provocations et sa dangereuse urgence. Pendant la Restauration, en 1819, Tarare est repris à l'Opéra : « Atar ne se tue pas, il est restauré par Tarare, et le peuple lui prête serment ». 
L'opéra disparaît de la scène française en 1828, avant de reparaître à Paris et Karlsruhe en 1988 (Jean-Claude Malgoire) et à Strasbourg en 1991 et en 2018, par Christophe Rousset,. 
La version italienne, Axur sur un texte de da Ponte, est souvent donnée à Vienne et fait notamment partie des manifestations liées au couronnement de Léopold II en 1790. En Pologne, elle est donnée en 1793, dans une traduction. C'est encore Axur qui fait le tour de l'Europe, de Lisbonne à Saint-Pétersbourg (première en 1803) et Moscou (1806) et même à Rio de Janeiro en 1813, où s'est réfugiée la famille royale portugaise. En Allemagne l'opéra est joué jusqu'au milieu du XIXe siècle. La version italienne est reprise à Poznań en janvier 1967, en version de concert à Vienne en 1987 et Sienne en 1989.
« Tarare, parfaite synthèse du style italien et de la manière française, se ressent aussi de l'esthétique du lied allemand. L'ouvrage a le pathétique de Gluck, l'élégance de Grétry, Méhul ou Dalayrac. Il ouvre la voie à Cherubini, Spontini et Rossini ».

## Partitions
- Partition d'orchestre publié chez Imbault, 1787 (OCLC 164902498). « Tarare » (partition libre de droits), sur l'IMSLP.
- Réédition de la précédente, éd. de Rudolph Angermüller chez Henle, 2 vols. 1978 (OCLC 643112374 et 643112384)
- Partition d'orchestre créé avec LilyPond et réalisée par Nicolas Sceaux, pour le Tarare de Christophe Rousset, 2017–2019. « Tarare » (partition libre de droits), sur l'IMSLP.

## Discographie
- Tarare - Howard Crook, (Tarare) ; Jean-Philippe Lafont, baryton-basse (Atar) ; Anna Caleb, (Spinette) ; Eberhard Lorenz, (Calpigi) ; Hannu Niemelä, (Altamort) ; Nicolas Rivenq, (Arténée) ; Jean-François Gardeil, (Urson) ; Zehava Gal, (Astasie) ; Gabriele Rossmanith, (la Nature) ; Klaus Kirchner, (le Génie du Feu) ; Ensemble Sagittarius (direction Michel Laplénie) ; Deutsche Händel Solisten, direction Jean-Claude Malgoire et  mise en scène, Jean-Louis Martinoty (festival de Schwetzinger 1988, DVD Arthaus Musik 100 557)[18] (OCLC 611338150)
- Axur, rè d'Ormus - Andrea Martin ; Curtis Rayam ; Eva Mei ; Ettore Nova ; Chœur Guido d'Arezzo ; Orchestre philharmonique russe, dir. René Clemencic (concert Sienne, Teatro dei Rinnovati, 19-23 août 1989, 3 CD Nuova Era 6852/54 / 2CD 223298) (OCLC 51475126)
- Tarare - Cyrille Dubois (Tarare) ; Karine Deshayes (Astasie) ; Jean-Sébastien Bou (Atar) ; Judith van Wanroij (La Nature, Spinette) ; Enguerrand de Hys (Calpigi) ; Les Talens Lyriques, dir. Christophe Rousset (26-28 novembre 2018, 3 SACD Aparté AP208) (OCLC 1105931986)

#### Livrets
- Beaumarchais, Tarare, opéra en cinq actes, avec un prologue : représenté pour la première fois, sur le théâtre de l'Academie Royale de Musique, le vendredi 8 juin 1787. Paroles de M. Caron de Beaumarchais. Musique de M. Sallieri, maître de musique de S.M. Impériale, Lausanne, Mourer, 1787, 74 p. (lire en ligne)
- Beaumarchais, Tarare [version août 1790], P. de Lormel, 1790, 168 p. (lire en ligne)

#### Sources anciennes
- Louis Petit de Bachaumont, Mémoires secrets pour servir à l'histoire de la République des Lettres en France…, 1789 (BNF 39203128, lire en ligne), « 23 mai 1787 », p. 154 sqq.
- Restif de la Bretonne, Les nuits de Paris, ou, Le spectateur nocturne, t. 7 (partie 13), Londres Paris, 1789, 518 p. (OCLC 79290142, BNF 32566022, lire en ligne), « CLII Nuit « Tarare » », p. 2962 sqq.
- Gudin de La Brunellerie et Maurice Tourneux (éd.), Histoire de Beaumarchais, Paris, E. Plon, Nourrit, 1888, xxviii-508 (lire en ligne), p. 365.

#### Études modernes
- (de) Rudolph Angermüller, « Beaumarchais und Salieri », dans Carl Dahlhaus et Hans Joachim Marx (éds.), Bericht über den internationalen musikwissenschaftlichen Kongress, Bonn, 1970 (OCLC 611050741), p. 325–327.
- Jacques Joly, « Un fol opéra, Tarare de Beaumarchais et Salieri », dans Jean-Paul Capdevielle et Peter-Eckhard Knabe (éds.), Les écrivains français et l’opéra — colloque du 27-30 janvier 1986 (COlogne), Cologne, Dme-Verlag/Mölich/ Institut français de Cologne, coll. « Kölner Schriften zur romanischen Kultur » (no 7), 1986, 306 p. (ISBN 3-922977-25-1, OCLC 21753735), p. 95–108
- Philippe Vendrix, «Tarare » dans Marcelle Benoit (dir.), Dictionnaire de la musique en France aux XVIIe et XVIIIe siècles, Paris, Fayard, 1992, xvi-811 (ISBN 2-213-02824-9, OCLC 409538325, BNF 36660742), p. 661.
- Francine Lévy, « Tarare : l'opéra de Beaumarchais dont Mozart n'a pas écrit la musique », Bulletin de l'Association Guillaume Budé, no 1,‎ 1992, p. 87–99 (lire en ligne).
- Paul Prévost et Antonio Braga, « Tarare », dans Marc Honegger et Paul Prévost (dir.), Dictionnaire des œuvres de la musique vocale, t. III (P-Z), Paris, Bordas, 1992, 2367 p. (ISBN 2040153950, OCLC 25239400, BNF 34335596), p. 2017–2018.
- Piotr Kaminski, Mille et un opéras, Fayard, coll. « Les indispensables de la musique », 2003, 1819 p. (ISBN 978-2-213-60017-8, OCLC 417460276, BNF 39099667), p. 1378–1380.
- (de) Andreas Hoebler, Antonio Salieris Opéra Tarare und die Umarbeitung in die Opera tragicomica Axur, rè d'Ormus : Parallelität und Divergenz zweier Bühnenwerke, Tönning, Der Andere Verlag, 2006, xxiii-512 (ISBN 3-89959-496-7, OCLC 216932175, BNF 40212802)
- Benoît Dratwicki, L'Œuvre : Antonio Salieri (1750-1825), Tarare : Les Talens Lyriques, Christophe Rousset – mercredi 28 novembre 2018 (programme de la version de concert), 24 p. (lire en ligne [PDF]), p. 4–9.
- John A. Rice (en) (trad. Laurent Bury), « Salieri, Beaumarchais et Tarare », Aparté (AP208) (Lire en ligne) (OCLC 1105931986) .